# August Gaul

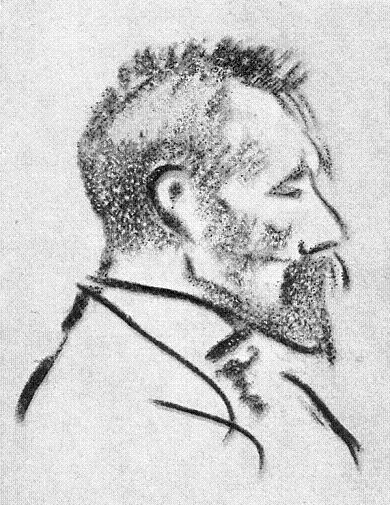
Retrato de August Gaul por Heinrich Zille.

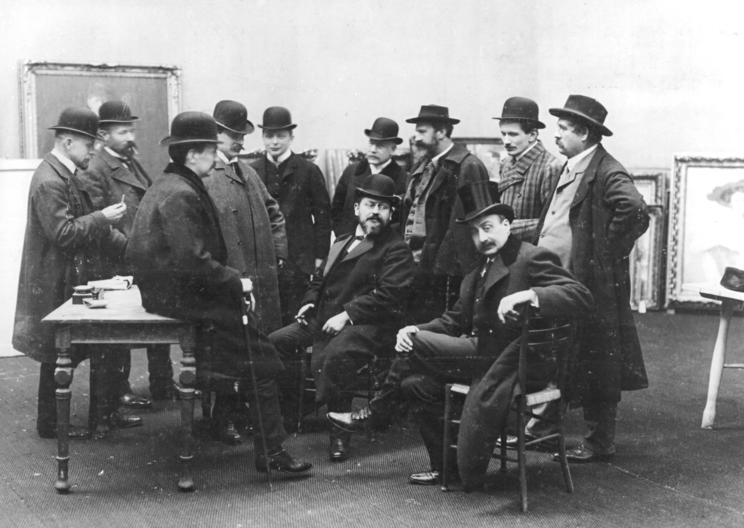
August Gaul (segundo por la izquierda) formando parte de un jurado de la Berliner Secession, Berlín, 1908.

August Gaul (22 de octubre de 1869, Hanau - 18 de octubre de 1921, Berlín) fue un escultor alemán de temática principalmente animalística; asociado a la tendencia moderna de la escuela de escultura de Berlín.

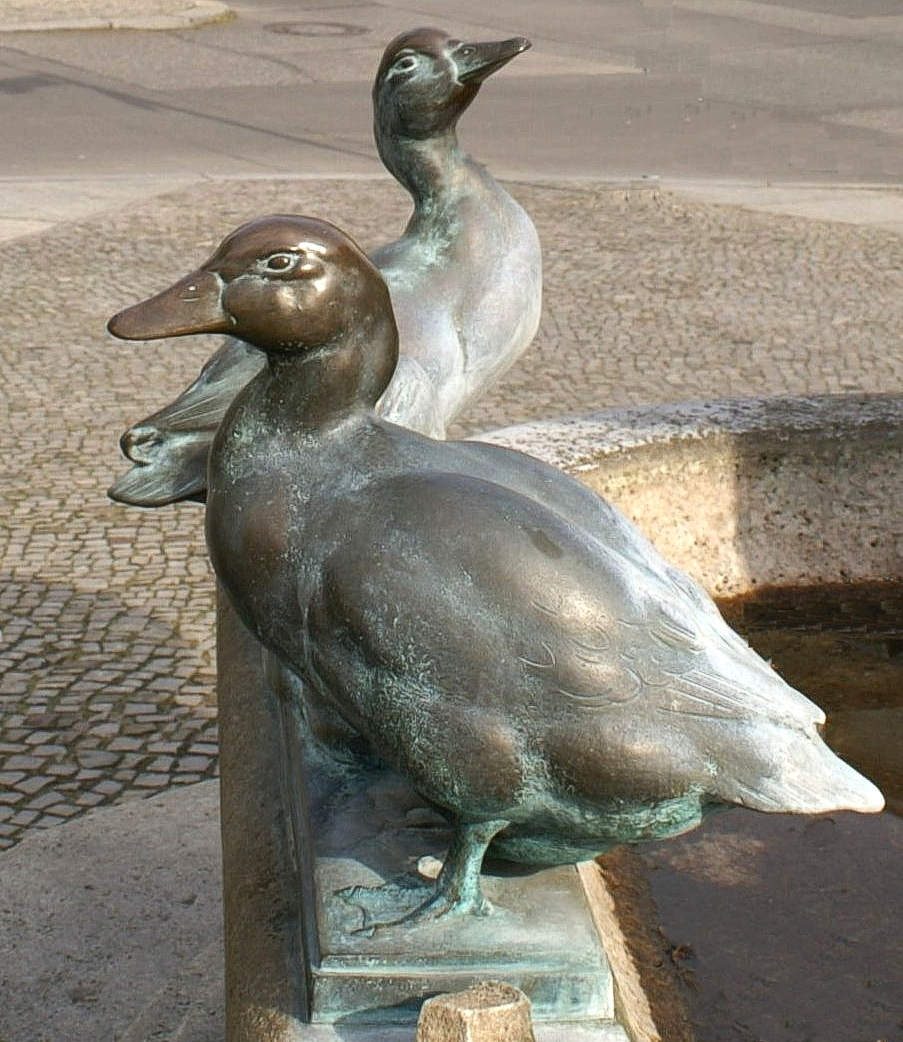
Fuente de los patos, Berlín.
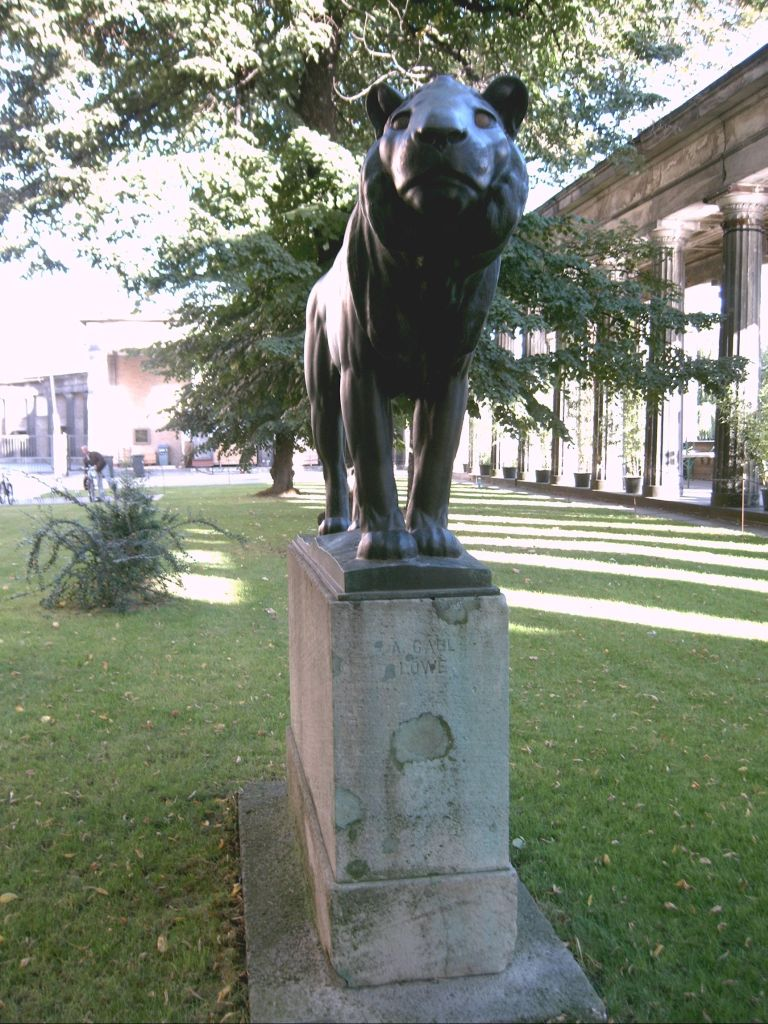
León, Berlín
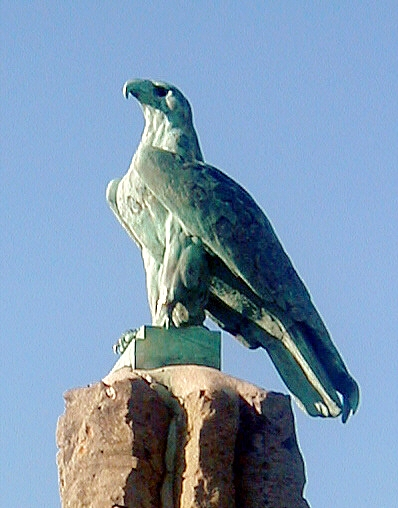
Águila, Wasserkuppe.
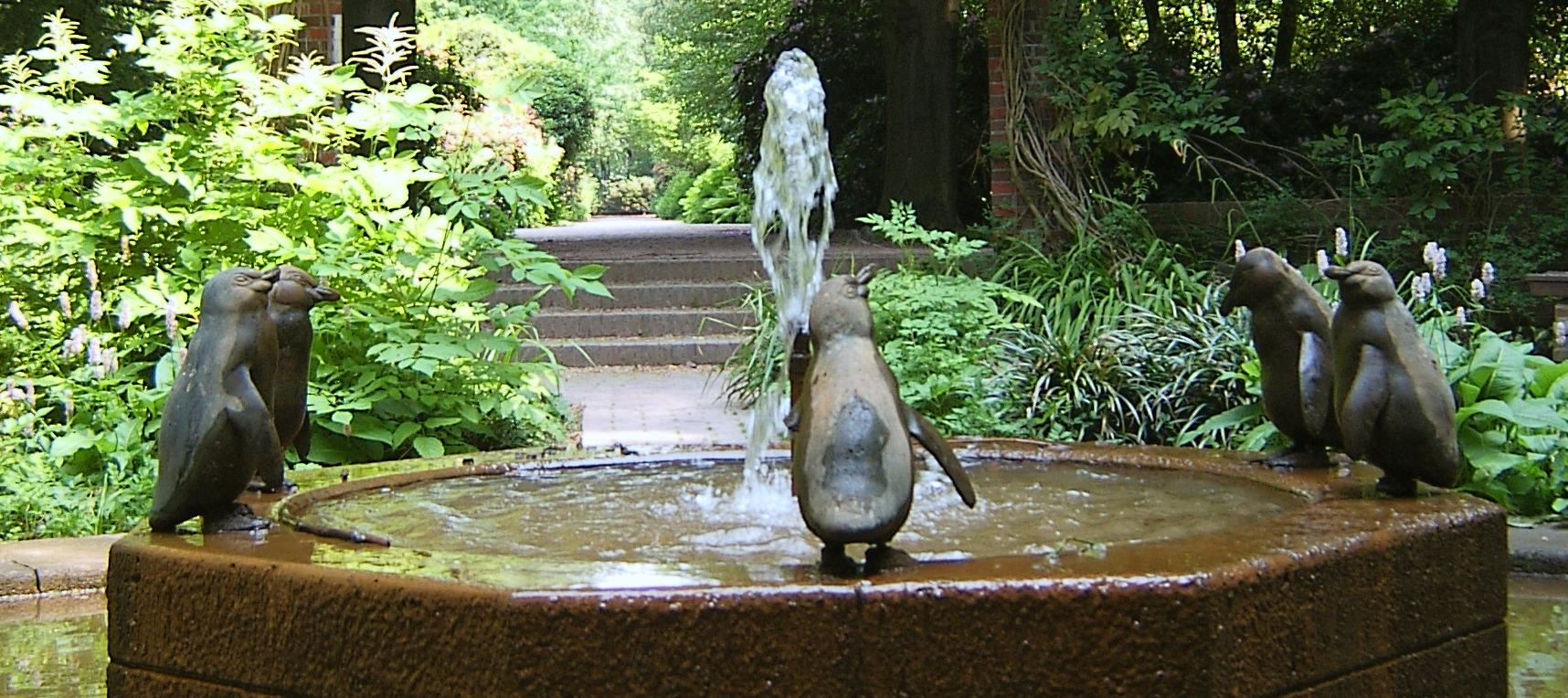
Fuente de los pingüinos, Hamburgo.

Con 13 años, asistió a los cursos de dibujo de la Academia Real de Dibujo de la ciudad de Hanau; y pasó después a trabajar en un taller doméstico de platería durante dos años. 
En 1888, animado por su antiguo profesor de dibujo, se trasladó al taller del escultor Alexander Calandrelli en Berlín, donde enriqueció su estilo, al tiempo que continuaba sus estudios en el Museo de Artes Decorativas de Berlín. El pase gratuito permanente que obtuvo para el zoo de Berlín le permitió perfeccionar su pasión por la representación de animales.
De 1894 a 1898 trabajó en el taller del escultor Reinhold Begas.
En 1898 participó en la fundación de la Berliner Secession con Max Liebermann, Walter Leistikow y Louis Tuaillon.
Realizó un viaje de estudios a Italia, tras el que se une al grupo de artistas encabezado por Adolf von Hildebrand.
En 1912 comenzó a trabajar para el marchante Paul Cassirer.
Entre su círculo de amigos figuraron los escultores Heinrich Zille y Ernst Barlach.
Se le enterró en el cementerio de Dahlem.

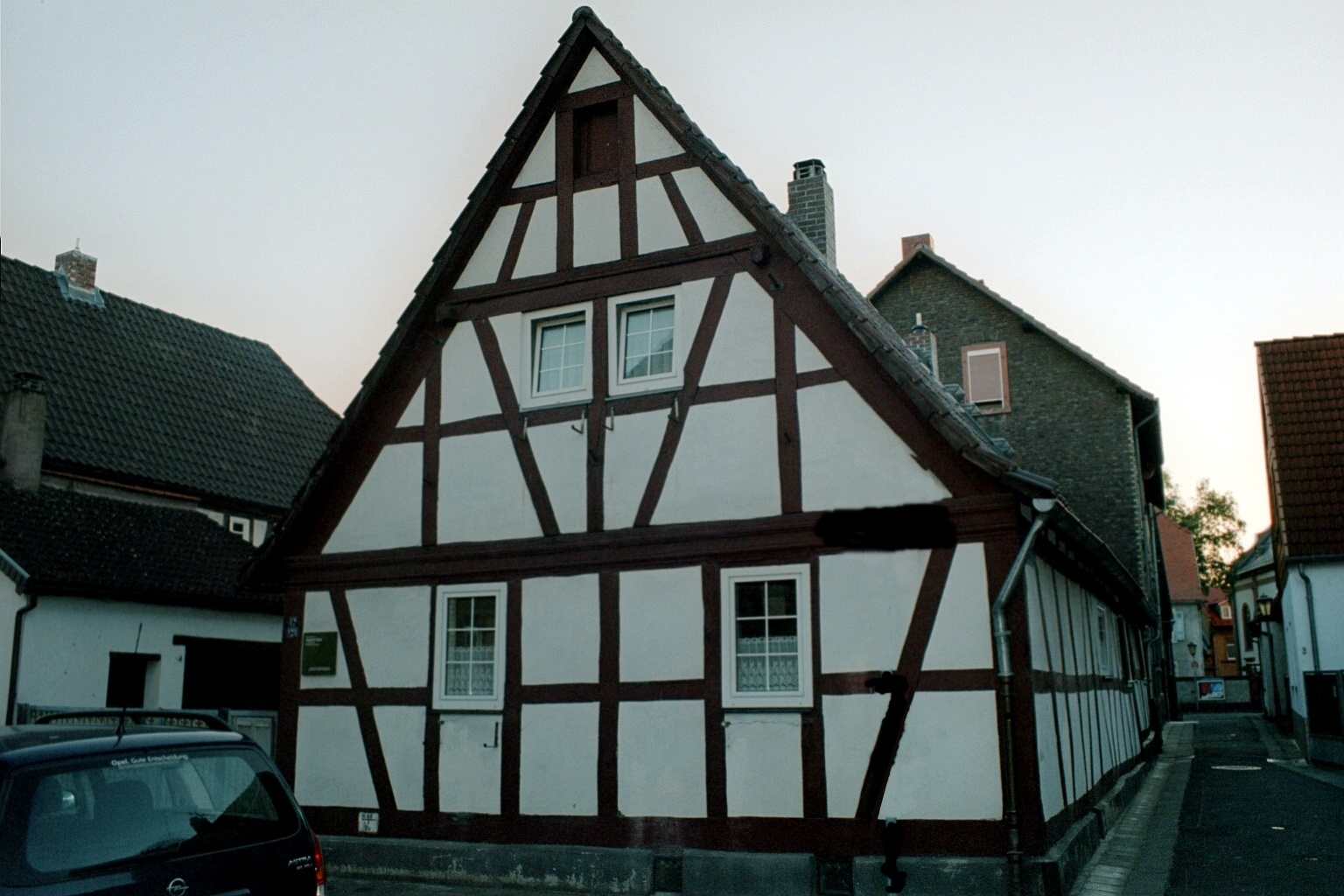
Casa natal de August Gaul en Hanau.
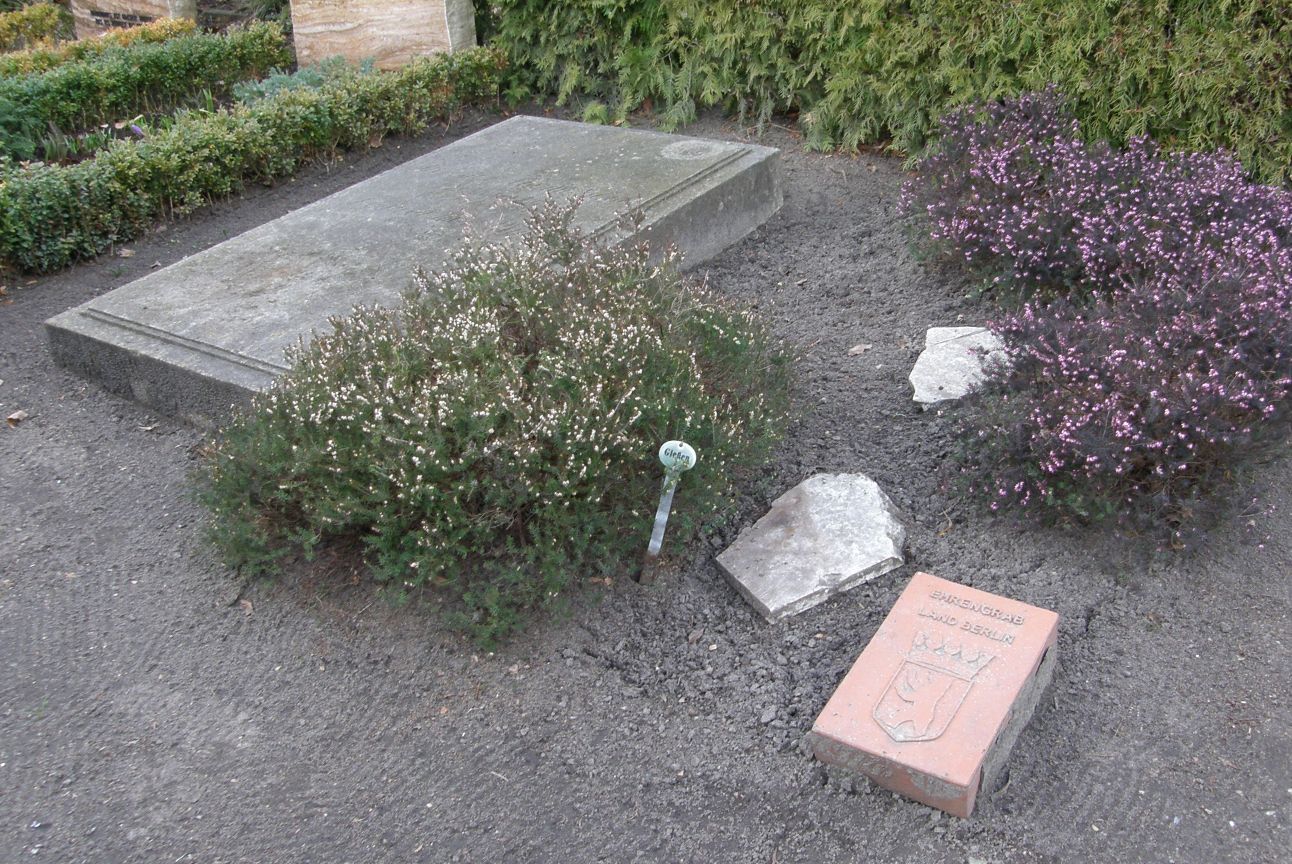
Tumba de August Gaul en Dahlem (Berlín).